# Wiwŏn
Wiwŏn (kor. 위원군, Wiwŏn-kun) – powiat w Korei Północnej, w prowincji Chagang. W 2008 roku liczył ok. 60 tys. mieszkańców.
Powiat leży nad rzeką Jalu, przy granicy z Chinami. Przed 1954 rokiem powiat należał do prowincji P’yŏngan Północny. Najwyższym szczytem jest Sungjŏk-san (1984 m n.p.m.). Gospodarka opiera się na rolnictwie i wycince drzew.